# Gyrophaena joyi
Gyrophaena joyi är en skalbaggsart som beskrevs av Hans Wendeler 1924. Gyrophaena joyi ingår i släktet Gyrophaena, och familjen kortvingar. Arten är reproducerande i Sverige.